# Niger United
Le Niger United est un club de handball basé à Minna au Nigeria.

## Palmarès
Compétitions internationales
- Coupe d'Afrique des vainqueurs de coupe
  - Vainqueur (1) : 1986
- Coupe des clubs champions d'Afrique
  - Finaliste (3) : 1987, 1989 et 2001

Compétitions nationales
- Championnat du Nigeria
  - Vainqueur[1] : probablement en 1984, 1987, 1988, 1989, 1994, 2001, 2008, 2009, 2011, 2015, 2017[2]...